# Svenska
För andra betydelser, se svensk.
Svenska (svenska (fil)) är ett östnordiskt språk som talas av ungefär tio miljoner personer, främst i Sverige där språket har en dominant ställning som huvudspråk, men även som det ena nationalspråket i Finland och som enda officiella språk på Åland. I övriga Finland talas det som modersmål framförallt i de finlandssvenska kustområdena i Österbotten, Åboland och Nyland. En liten minoritet svenskspråkiga finns även i Estland. Svenska är nära besläktat och i hög grad ömsesidigt begripligt med danska och norska. De andra nordiska språken, isländska och färöiska, är mindre ömsesidigt begripliga med svenska. Liksom de övriga nordiska språken härstammar svenskan från en gren av fornnordiska, vilket var det språk som talades av de germanska folken i Skandinavien. 
Rikssvenska, eller standardsvenska, är det standardspråk som i Sverige sedan 1800-talet utvecklats ur mellansvenska dialekter och var väletablerad vid början av 1900-talet. Det finlandssvenska standardspråket, högsvenskan, har ett eget språkvårdsorgan, som dock strävar efter att hålla skillnaden till rikssvenskan liten. Regionala varianter med rötter i äldre lokala dialekter talas fortfarande, även i mindre utsträckning mer särpräglade dialekter. De är inte direkt hotade av språkdöd, men har varit på tillbakagång sedan början av 1900-talet, trots att många är välutforskade och att användningen idag inte längre motarbetas.
Den vanligaste ordföljden i svenska är subjekt-verb-objekt, även om detta kan variera i vissa typer av fraser. Svenskans formlära har förhållandevis få böjningar. Det finns två grammatiska genus och två kasus och substantiv böjs även i numerus, ental och flertal. Adjektiven kan kompareras och böjs också enligt genus, numerus och bestämdhet. Bestämd och obestämd form på substantiv markeras främst genom suffix, ändelser, och kan kompletteras med artiklar. Prosodin, ordmelodin, innehåller betoning och även vissa tonala drag. Svenskan har en förhållandevis stor mängd vokaler och utmärks genom ett väldigt variationsrikt fonem i det så kallade sje-ljudet.

## Släktskap
Svenska är ett indoeuropeiskt språk som tillhör den nordgermanska grenen av de germanska språken. Tillsammans med danskan tillhör det den östskandinaviska undergruppen, som skiljer dessa från de västskandinaviska språken norska, färöiska och isländska samt från forngutniskan. En modernare uppdelning av språken baserar sig på ömsesidig begriplighet och delar upp de nordiska språken i en "fastlandsskandinavisk" grupp som inkluderar danska, norska och svenska och en "öskandinavisk" grupp som inkluderar färöiska och isländska. Denna utveckling har skett på grund av Islands och Färöarnas isolering från de övriga språken och även lågtyskans starka inverkan på danska, svenska och norska genom den tyska hansan under medeltiden.
Enligt de flesta vedertagna kriterier för ömsesidig begriplighet kan de fastlandsskandinaviska språken betraktas som dialekter av samma språk. Som en följd av den långvariga rivalitet mellan Danmark-Norge och Sverige, som innefattade en lång rad krig i huvudsak under 1500- och 1600-talet, samt de nationalistiska idéströmningar som var som mest aktuella under 1800- och 1900-talet har de tre språken olika stavning, ordförråd, grammatik och egna språkmyndigheter. Danska, norska och svenska beskrivs ur ett lingvistiskt perspektiv därför främst som ett dialektkontinuum, en grupp närbesläktade dialekter av skandinaviska. Flera av nationalspråkens dialekter kan vara ett mellanting mellan olika språk, som till exempel de svenska dialekter som talas i delar av Dalarna (Älvdalsmål), Jämtland, Dalsland och Värmland, nära gränsen till Norge. I Frostvikens socken i Jämtland förekommer fortfarande det så kallade Lidmålet, ett trönderskt bygdemål.

## Språkgeografi
Svenska är lagstadgat huvudspråk i Sverige, där det är modersmål för cirka 9,2 miljoner invånare. Svenska är konstitutionellt nationalspråk i Finland, där det är modersmål för 0,3 miljoner invånare och enda officiellt språk på Åland.
I Finland talas svenska som modersmål av en minoritet som 2011 omfattade 291 000 talare, vilket motsvarar cirka 5,3 procent av den totala befolkningen. Svenska förstås eller talas i någon grad även av de flesta finskspråkiga finländare. Den finlandssvenska minoriteten är koncentrerad till kust- och skärgårdsområden i Österbotten, Åboland och Nyland (med huvudstadsregionen). I dessa områden dominerar ofta svenska på mindre orter och i vissa kommuner är svenska det enda administrativa språket. Också en del enspråkigt finska kommuner i andra regioner har betydande svenskspråkiga minoriteter, dessa kallas svenska språköar i finlandssvenskt språkbruk. År 1610 uppgick den svenskspråkiga andelen av Finlands befolkning till 17,5 procent . Denna andel har sedan dess successivt minskat, jmfr: förfinskning. Efter andra världskriget kan detta förklaras bland annat av en överrepresentation av svenskspråkiga finländare hos de migrationsströmmar som gått från Finland till Sverige. Mellan år 1945 och år 1976 sökte sig 400 000 personer från Finland till Sverige, varav 200 000 stannade kvar permanent. Av dem uppges en tredjedel ha varit svenskspråkiga, vilket kan jämföras med cirka sex procent svenskspråkiga av den sammanlagda finländska befolkningen under samma period.
Även i övriga nordiska länder finns svensktalande minoriteter – 30 000 i Norge och 11 000 i Danmark (2010). En betydande migration mellan de nordiska länderna finns, men på grund av likheterna i kultur och språk assimileras ofta dessa invandrare och utmärker sig inte som en egen etnisk minoritet, Finland undantaget. Därutöver kan även den lilla svensktalande minoriteten i Estland tilläggas, som levt där sedan 1200-talet. Det finns fortfarande ett fåtal personer som talar svenska som modersmål på vissa platser i landets historiska svenskbygder längs den nordvästra kusten och på öarna (Aiboland).
Enligt 2004 års folkräkning talar cirka 67 000 människor i USA svenska (vilket gör svenskan till USA:s femtionde vanligaste språk), dock utan att specificera hur väl dessa behärskar språket. En majoritet av de områden där högst andel invånare uppges tala svenska ligger i Minnesota. Enligt folkräkningen 2001 i Kanada talade då 17 000 personer svenska där, men liksom i USA saknas uppgift om hur väl språket behärskas.
Utöver ovannämnda grupper, finns det enligt Statistiska centralbyrån 228 226 svenskar i utlandet som har avregistrerat sig som boende i Sverige mellan 1969 och 2006 och som aldrig har flyttat tillbaka. Länder med betydande svenskspråkiga minoriteter är bland annat Tyskland och Storbritannien (30 000 i vardera land), Spanien (17 000), Frankrike (15 000), Kanada (se även ovan), Australien och Schweiz (6 000 i vardera land), Belgien (5 000) och Italien (3 000). Alla uppgifterna gäller år 2010.

### Historiska språkminoriteter
Tidigare har det funnits vidsträckta svenskspråkiga områden i Estland, i synnerhet längs den nordvästra kusten och på öarna Dagö, Ösel och Ormsö. Den svensktalande minoriteten var representerad i parlamentet och hade rätt att använda språket i offentliga tal och debatter. I mitten av 1600-talet var antalet estlandssvenskar omkring 10 000 personer, vilket motsvarade 2-3 procent av landets dåtida befolkning. Efter den svenska förlusten av Baltikum till Ryssland på 1700-talet, tvångsförflyttades runt 1 000 estländska svenskar från Dagö till Ukraina där de grundade byn Gammalsvenskby norr om Krimhalvön. Av dessa återstår endast ett fåtal ättlingar som idag är gamla och fortfarande talar svenska som modersmål, följer den svenska kalendern och beaktar svenska seder, och den mycket ålderdomliga östsvenska dialekten kommer med största säkerhet att dö ut inom en generation. I Estland blev den svensktalande minoriteten till en början väl behandlad under mellankrigstiden, men under trettiotalet gjorde sig estnisk nationalism påmind och man påtvingade befolkningen namnbyteskampanjer, där nyuppfunna, estniskklingande namn skulle ersätta de ursprungliga svenska orts-, gårds- och familjenamnen. Kommuner där svensktalare var i majoritet hade svenska som administrativt språk och estlandssvensk kultur hade ett smärre uppsving. Under andra världskriget, då Estland blev en del av Sovjetunionen, flydde de flesta estlandssvenskar (cirka 80 procent) till Sverige, många deporterades till Sibirien och de cirka 1 500 som blev kvar i det sovjetockuperade Estland hade mycket små möjligheter att bevara sin identitet och sitt språk på grund av den ryska synen på svenskarna som potentiella spioner och förrädare. Många valde att dölja sin svenska identitet och bytte språk till estniska för att undvika förföljelse och yrkesförbud. På grund av detta återstår idag endast en handfull äldre som talar genuin dialekt. Enligt folkräkningen 2000 fanns det 300 etniska svenskar i Estland, varav 211 hade estniskt medborgarskap. Eftersom det antas att alla inte uppger sin etniska bakgrund har antalet estlandssvenskar i Estland uppskattats till cirka tusen.
I Amerika har det tidvis funnits svensktalande grupper, på 1600-talet i nuvarande Delaware (på den tiden Nya Sverige), på 1800-talet i till exempel Bishop Hill i Illinois samt i Minnesota, men dessa har i regel assimilerats och antagit det omgivande majoritetsspråket engelska inom en eller ett par generationer. 
Också i Argentina, särskilt kring byn Oberá som grundades av inflyttade svenskar, har det funnits svensktalande grupper av vilka uppskattningsvis ett hundratal svensktalande lever än idag. Fram tills på 1950-talet bedrevs svensk skolundervisning i staden och än idag bedrivs språkundervisning i mindre utsträckning bland svenskättlingarna.
I slutet på 1800-talet skall det också ha funnits en betydande svensktalande koloni i nuvarande Namibia, även om den emellertid sedermera assimilerats till omgivande språkgrupper.

## Dialekter
Den lingvistiska definitionen av en svensk dialekt är de lokala varianter som inte blivit starkt påverkade av standardspråket och vars ursprung kan spåras ända tillbaka till fornnordiskan. De kallas ofta bygdemål eller sockenmål. Många av de mer genuina dialekter som talas i orter som Orsa och Älvdalen i Dalarna, Skellefteå i Västerbotten, Kalix i Norrbotten eller Närpes i Österbotten har ofta mycket särpräglade fonetiska och grammatiska aspekter, såsom upprätthållandet av äldre kasussystem. Dessa dialekter kan vara näst intill obegripliga för de flesta svenskar och betraktas ibland som egna språk. De flesta av talarna behärskar även rikssvenska (eller högsvenska som i fallet med de finlandssvenska).
Dialekterna är ofta så lokala att de kan begränsas till enskilda socknar. Traditionellt har de sammanförts till sex större dialektområden, som sinsemellan har likartade drag i fråga om grammatik, uttal och ordförråd. Gränserna mellan dessa områden är inte skarpa, och indelningen har mest en pedagogisk funktion. 
| Dialektområde   | Utbredning |
| --------------- | --- |
| Norrländska mål | Norrland utom södra Hälsingland, Härjedalen och Gästrikland.                                                                                                |
| Sveamål         | Svealand utom Värmland, större delen av Östergötland samt Norrlandskusten upp till och med södra Hälsingland. Dialekterna i Särna och Idre brukar undantas. |
| Östsvenska mål  | Svensktalande bygder i Finland (främst i Österbotten, Egentliga Finland, Nyland och Åland) och i Estland.                                                   |
| Götamål         | Västra och norra Götaland (ibland undantas Bohuslän) samt Värmland.                                                                                         |
| Sydsvenska mål  | Skåne, Blekinge, södra Halland och södra Småland. |
| Gotländska      | Gotland. |

## Officiell status
I den språklag som trädde i kraft 1 juli 2009 anges att svenskan är huvudspråk i Sverige. Det innebär att svenska är samhällets gemensamma språk, som alla som bor i Sverige ska ha tillgång till och som ska kunna användas inom alla samhällsområden. Det allmänna ska ha ett särskilt ansvar för att svenskan används och utvecklas. Lagen innebär också ett starkare skydd för det svenska teckenspråket och för de fem nationella minoritetsspråken finska, jiddisch, meänkieli, romani chib och samiska. Det allmänna ska ha ett särskilt ansvar för att skydda och främja dessa språk. Den som har ett annat modersmål än svenska, svenskt teckenspråk eller nationellt minoritetsspråk ska ges möjlighet att utveckla och använda sitt modersmål.
Även om svenskan har varit officiellt administrativt och liturgiskt språk sedan tidigt 1500-tal ansågs det fram till nyligen inte nödvändigt att i lag fastställa svenskans status som officiellt språk i Sverige. Så sent som den 7 december 2005 beslutade Sveriges riksdag med röstsiffrorna 147 mot 145 att inte anta svenskan som officiellt majoritetsspråk utan att även fortsättningsvis endast benämna svenskan som huvudspråk. Beslutet kritiserades, bland annat av Sture Allén, ledamot av Svenska Akademien.
I Finland är svenska ett av landets två nationalspråk, i nästan alla sammanhang officiellt jämställt med finskan (se Språk i Finland). Svenska är ensamt officiellt språk på Åland, en autonom del av Finland, där 97 procent av de 26 000 invånarna har svenska som modersmål. Svenska är också ett av Europeiska unionens officiella språk.

### Språkmyndigheter

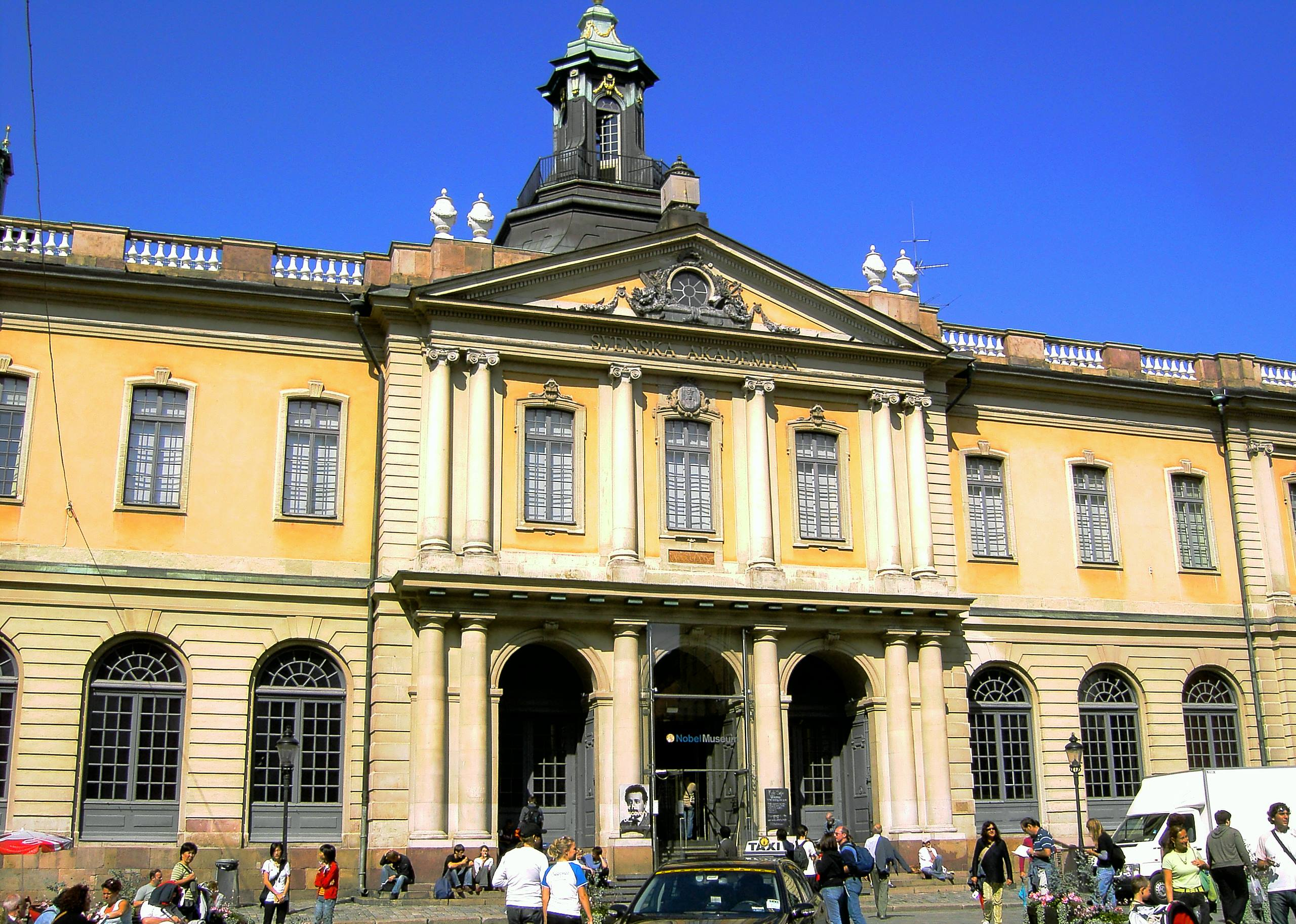
Svenska Akademiens lokaler i Stockholm.

Det finns ingen officiellt fastslagen instans för reglering av svenska i Sverige. Institutionen Språkrådet kan dock ses som Sveriges officiella språkorgan och finansieras av den svenska regeringen. Det har dock inga ambitioner att utöva direkt kontroll över språket liknande de som Académie française har som mål. Språkrådet består av representanter från en rad olika organisationer, inklusive Svenska Akademien. Dess främsta medel för att reglera språket är genom ordböcker som Svenska Akademiens ordbok (SAOB) och Svenska Akademiens ordlista (SAOL), samt en rad olika handböcker i grammatik, stavning och rättskrivning (främst Svenska skrivregler). Även om SAOL ofta betraktas som normerande, så är dess funktion främst att beskriva den samtida språkanvändningen. 
Den rikliga utgivningen av ordböcker och språkhandböcker under senare år, Svenska Akademiens grammatik (1999), Svenska Akademiens språklära (2003), Svenskt språkbruk (2003), Svenska språknämndens uttalsordbok (2003), Språkriktighetsboken (2005), jämte databaser på internet såsom SAOB, Språkbanken, är ett led i den nordiska språkvårdens målsättning att göra språkets regler och normer tydliga och tillgängliga för alla. Utgivningen av sådana böcker har fått språkvetare som Sture Allén och Catharina Grünbaum att kalla svenskan för ett av världens bäst beskrivna språk. 
I Finland regleras svenskan av Svenska avdelningen vid Institutet för de inhemska språken som har officiell status som språkmyndighet. Bland dess högst prioriterade uppgifter är att se till att finlandssvenskan inte fjärmar sig från sverigesvenskan i för hög grad. Svenska avdelningen vid Institutet för de inhemska språken har till exempel gett ut Finlandssvensk ordbok som belyser de skillnader som finns mellan svenskan i Finland och Sverige.

## Svensk språkhistoria
Svensk språkhistoria är det vetenskapliga studiet av svensk språk- och texthistoria från folkvandringstid till nutid samt av olika teoretiska synsätt på språkförändring och text. Ett särskilt fokus ligger på aktuell forskning om svenskans historia. Text och språk under olika perioder studeras med hänsyn till de språkliga nivåerna (fonologi, morfologi, lexikon och syntax) samt med hänsyn till genre och textens fysiska form i exempelvis handskrifter eller tryckta böcker.

### Språkförändring
Även om språkförändringar aldrig är så abrupta som det antyds av terminologin, som inte bör tolkas alltför bokstavligt, så tillämpas här de mest erkända indelningarna som används av svenska språkforskare.

### Fornnordiska
På 700-talet hade det germanska språk som talades i Skandinavien (urnordiska) undergått några större förändringar och utvecklats till fornnordiska. Detta språk började undergå förändringar som inte var likartade i hela dialektområdet och resulterade under 800-talet i att två olika dialekter, en västlig och en östlig, utvecklades: fornvästnordiska och fornöstnordiska.

Fornnordiska skrevs med den yngre futharken.

Fornöstnordiska benämns ofta rundanska respektive runsvenska i Danmark även om dessa var i princip identiska fram till 1100-talet. Dialekterna bär denna benämning på grund av att de skrevs med runalfabetet (s.k. futhark). Till skillnad från urnordiskan, som skrevs med den 24-typiga äldre futharken, skrevs fornnordiska med den yngre futharken som endast hade 16 runor. På grund av det begränsade antalet tecken användes många runor för en rad olika fonem. Exempelvis användes runan som betecknade vokalen u också för att skriva o, ø och y, och runan för i användes även för att skriva e. När det gäller konsonanter skrevs både tonlösa och tonande varianter av samma konsonant med samma runa (till exempel t och d, eller p och b). För att förtydliga runorna utvecklades senare ett system med så kallade stungna runor, där flera runor även fanns i en stungen variant (med en prick i), för att minska antalet fonem per runa och därmed underlätta tolkandet av runorna. I samband med kristendomens införande på 1000-talet tillfördes nya ord till svenskan, till exempel kyrka, präst, mässa och paradis.

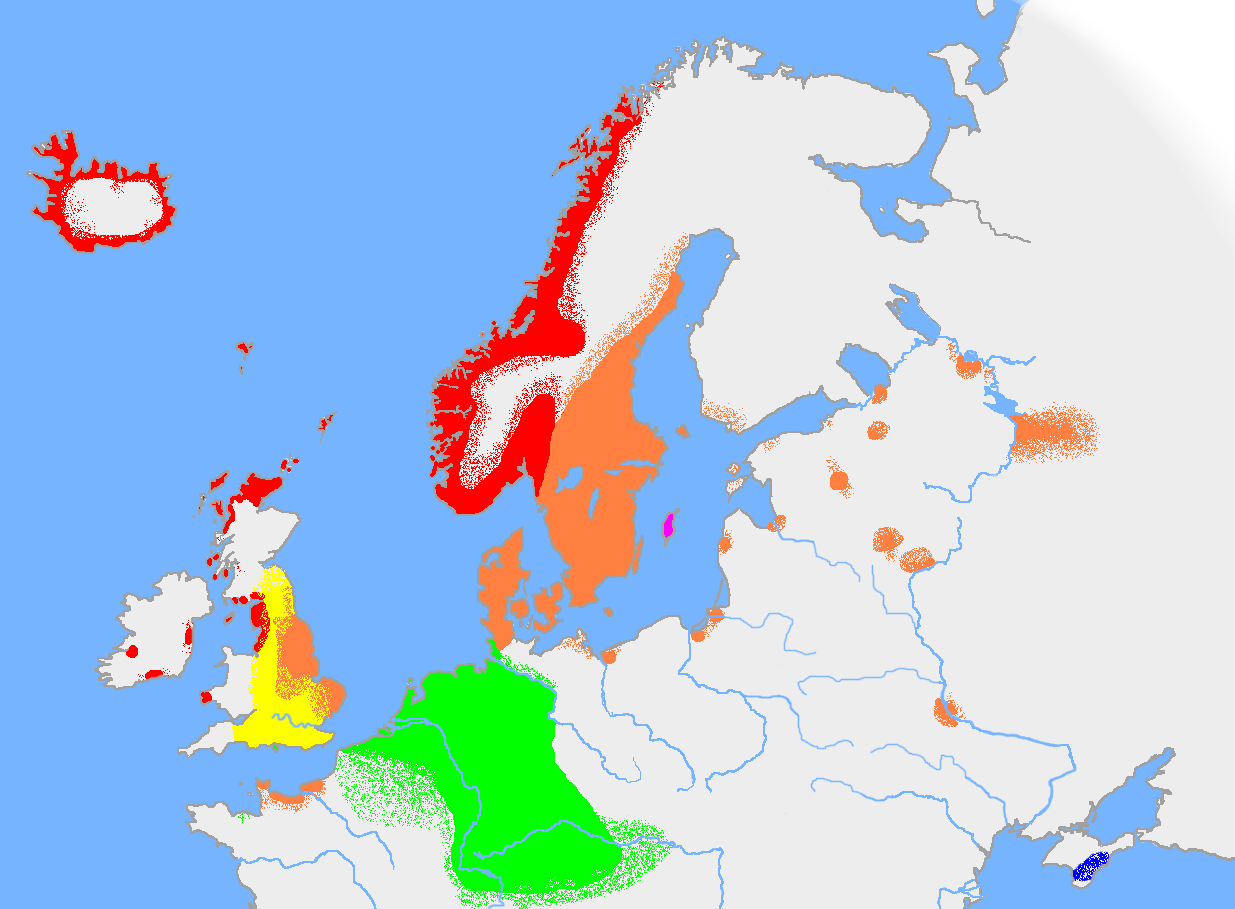
Den ungefärliga utbredningen av fornnordiska under 900-talet. I de röda områdena talades dialekten fornvästnordiska och i de orange fornöstnordiska. Det rosa avser forngotländskans utbredning och det gröna de övriga germanska språken som vid denna tid låg mycket närmare de skandinaviska språken än idag. Gult avser fornengelska och blått avser krimgotiska.

### Fornsvenska
På 1100-talet började även dialekterna som talades i nuvarande Sverige och Danmark att skilja sig från varandra och delas på 1200-talet i fornsvenska och forndanska dialekter. En viktig skillnad är att forndanska, till skillnad från fornsvenska, fullständigt hade monoftongerat de primära diftongerna æi, au och øy till e och (de två senare) ø. I skriftspråket rådde däremot större likheter mellan dessa två dialekter, vilket bland annat innebar att diftongerna var sällsynta i fornsvensk skrift trots det talspråkliga stödet. 
Fornsvenska är den term som används om det medeltida svenska språket som har sin början cirka 1225. Bland de viktigaste dokumenten från denna period är den äldsta av landskapslagarna, Västgötalagen, som finns bevarad i fragment daterade till 1250. Det huvudsakliga inflytandet på språket vid denna tid kom med etableringen av den katolska kyrkan och dess olika klosterordnar, som introducerade många nya lånord från grekiska och latin. Latinets komplicerade meningsbyggnad fick inflytande över skriftspråket. I och med Hansans uppsving som ekonomisk, politisk och militär stormakt under sent 1200-tal och tidigt 1300-tal satte lågtyska tydliga spår i både svenskan och danskan. Hansans inflytande bidrog till att vissa svenska städer tog emot många tyskspråkiga invandrare med tjänster inom handel och administration. Förutom ett stort antal lånord med anknytning till krigföring, handel, hantverk och byråkrati lånades även så grundläggande företeelser som grammatiska suffix och till och med konjunktioner in direkt från tyskan. Be-, ge- och för- i början på dagens svenska ord kommer oftast närmast av lågtyska be-, ge- och vor-. Det gamla ordet för öppningar i en vägg – vindöga – (jfr norska vindu och engelska lånordet window) ersattes med ordet fönster som i sin tur kommer från latinets fenestra, som i sin tur är ett lån från etruskiskan. Ordet eldhus blev till kök, gälda blev betala, tunga blev till språk och som synonym till börja infördes ordet begynna. Många ord med anknytning till sjöfart lånades också in från nederländskan. 
Det lågtyska inflytandet underlättades avsevärt genom att detta språk redan innan stod de nordiska tungomålen nära på grund av deras gemensamma germanska ursprung och frånvaron av högtysk ljudskridning. Lågtyskan och de nordiska dialekterna delade därför redan en mängd ord. Exempelvis är borgare ett lågtyskt lånord, men borg är nordiskt, riddare är lågtyskt, men rida är nordiskt, köpman är från lågtyskan, men köpa och man tillhör det tidigare ordförrådet, förbjuda kommer från lågtyskan, men både för och bjuda fanns innan i svenskan och så vidare. Över huvud taget är de lågtyska lånorden av en helt annan karaktär än lånord från de mer verkligt främmande språk som skulle komma senare.
Den tidiga medeltidssvenskan skilde sig markant från det moderna språket. De kanske tydligaste skillnaderna var grammatiska, med ett mycket mer komplicerat kasus- och genussystem. Substantiv, adjektiv, pronomen och vissa räkneord böjdes i fyra kasus, som förutom de moderna nominativ och genitiv även inkluderade dativ och ackusativ. Genussystemet påminde mer om det i modern tyska. De flesta av de maskulina och feminina substantiven sammanföll senare i ett genus: utrum (tidigare ofta kallat reale). Verbböjningen var också mycket mer komplex; i den ingick såväl indikativ som konjunktiv och verb böjdes efter både person och numerus. Mot 1500-talet hade grammatiken i vardagsspråket och den mer profana litteraturen till stor del förenklats och liknade mer dagens svenska. De gamla böjningarna användes dock i viss utsträckning i högtidlig prosa ända fram till 1600-talet och i vissa genuina dialekter finns dessa fortfarande kvar.
En förändring i det latinska alfabet som användes i Norden var användandet av ligaturer som æ. Kombinationerna aa och oe skrevs ofta genom att den ena bokstaven skrevs ovanför den andra och utvecklades senare till bokstäverna å, ä och ö.
Exakt när dialekter som gutniska eller älvdalska började skilja sig från den senare svenskan är dock svårt att säga. Gutniskan splittrades dock från svenskan långt innan danskan gjorde det.

### Nysvenska

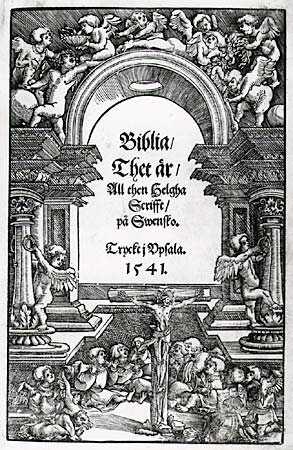
Framsidan på Gustav Vasas bibel från 1541. Det står: "Biblia / Thet är / All Then Helgha Scrifft / på Swenſko. Tryckt i Upſala. 1541".

Perioden som bär benämningen nysvenska börjar med införandet av tryckpressen och reformationen. Efter att ha gripit makten och blivit vald till kung utfärdade Gustav Vasa en svensk bibelöversättning, efter starkt inflytande och påtryckning av protestanten Martin Luther. En version av Nya testamentet utkom 1526 och följdes av en fullständig bibelöversättning 1541 som brukar benämnas Gustav Vasas bibel. Denna översättning ansågs allmänt som så lyckad att den – med återkommande revideringar – förblev den mest använda bibelöversättningen ända fram till 1917. De personer som främst låg bakom översättningen var Laurentius Andræ och bröderna Laurentius och Olaus Petri. Samtliga översättare var från Mellansverige, något som troligen påverkat bibelspråket att vara mer troget mälardalsdialekterna.
Gustav Vasas bibel anses i allmänhet vara en mycket rimlig kompromiss mellan gammalt och nytt språk. Även om den inte stämde överens med samtidens talspråk så var den inte överdrivet konservativ i sitt språkbruk. Den var ett stort steg mot en mer konsekvent svensk stavning och etablerade till exempel användningen av vokalerna å, ä och ö samt användningen av ck istället för kk efter kort vokal (liksom den originella stavningen av och). Översättarna var måna om att behålla självständigheten i språket. De undvek därför tyska och danska lånord samt de tunga latinska konstruktionerna. Resultatet var ett kärnfullt språk med anknytning till äldre svensk tradition och som kom att bilda grunden till nysvenskans utveckling.
Även om Gustav Vasas bibel hade en mycket stark prägel på ortografin, och medförde en stabilisering av språket, så blev stavningen mot slutet av 1500-talet återigen något inkonsekvent. Det var inte förrän på 1600-talet, efter att de första svenska grammatikorna blivit skrivna, som man på allvar började diskutera rättstavningsfrågan. Stor betydelse för folkets förmåga att läsa och skriva svenska fick kyrkolagen från 1686. Prästerskapet blev efter denna lag skyldigt att kontrollera att folk kände till viktiga passager i Bibeln och Luthers lilla katekes, och läskunnigheten fick därmed redan tidigt en stor spridning i Sverige. Samuel Columbus bok "En swensk ordeskötsel" från 1680 propagerade för svenskans användning och för att skriva som svenskan talades. Under andra hälften av 1600-talet började Karl XI och senare Karl XII utfärda förordningar till präster och diplomater om att främja svenska gentemot främmande ord och språk.
Franskan upphöjs till ett statusspråk inom de europeiska kungahusen och adeln under 1600-talet. Franskan, liksom upplysningen och det ökade intresset för kultur, bidrog med många nya ord under 1700-talet: ord som möbel, balkong, garderob, salong, parfym, mustasch, kastrull, balett och pjäs lånas in. Vid denna tid uppstod även en bildad medelklass som läste tidningar: ett tidningsspråk började utvecklas. Ett svenskt vetenskapsspråk uppkom också till följd av många framgångsrika svenska vetenskapsmän såsom Carl von Linné och Anders Celsius. Under 1700-talet utkom "Sweriges rikes lag" med ett modernt språk, liksom flera grammatikor och handledningar som moderniserar skriftspråket. År 1786 grundas den Svenska Akademien, vars syfte är att främja det svenska språkets "renhet, styrka och höghet". Under 1800-talet tillkommer ordförråd som handlar om industrialisering, resor och sport. Många ord flödar in från engelska; räls, lokomotiv, station, jobb, strejk, bojkott, turist, sport och rekord.
Strider om olika stavningsförslag pågick fram till tidigt 1800-tal och först mot slutet av århundradet framträdde en mer allmänt accepterad standard. Användningen av versaler var till exempel inte standardiserad. Till stor del berodde det på enskilda skribenters tycke, och påverkan från tyskan, där samtliga substantiv än idag skrivs med stor bokstav, var stor. Viktiga språkhändelser under 1800-talet inkluderar Carl Gustaf Leopolds avhandling om stavning, införande av folkskolan 1842 och den Svenska Akademiens ordlista år 1874.
En viktig förändring i uttalet under den nysvenska perioden var den gradvisa assimileringen av många olika konsonantanhopningar till /ʃ/ (så småningom till /ɧ/ i sydliga dialekter) och "uppmjukningen" av /g/ och /k/ till  /dʒ/ och /tʃ/ (och så småningom till /j/ och /ɕ/) före främre vokaler.

### Nusvenska

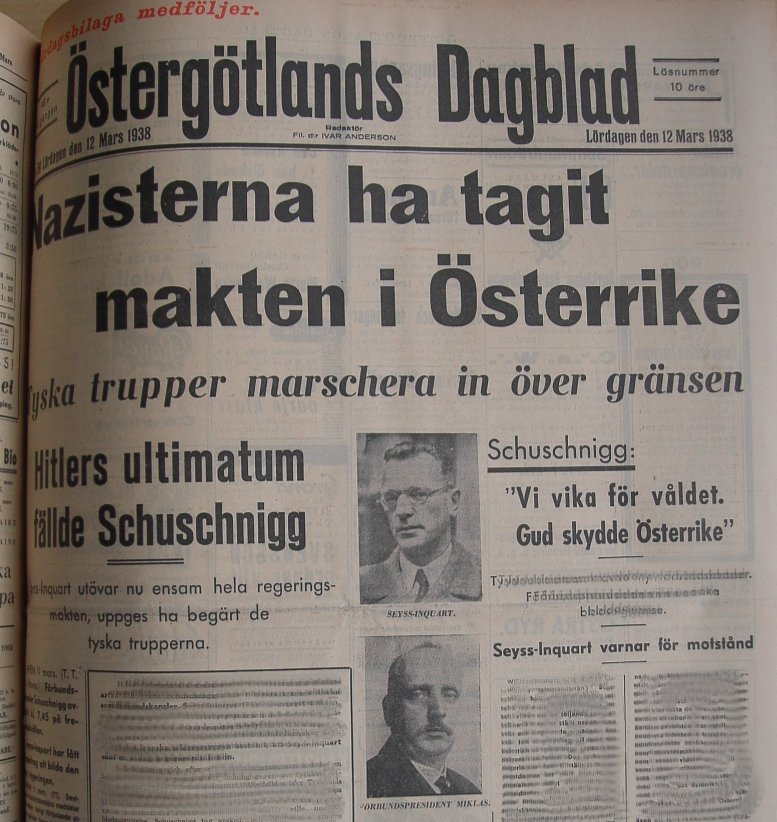
"Nazisterna ha tagit makten i Österrike. Tyska trupper marschera in över gränsen."
Verbens pluralformer användes i text fram till 1950-talet. Här är ett exempel från Östergötlands Dagblad 1938. Pluralformerna har i talspråk fortsatt att användas i vissa dialekter.

Nusvenska är det språkstadium som den moderna svenskan tillhör och har sin början från ungefär 1900. I och med industrialiseringen och urbaniseringen av Sverige – vilken var på god väg redan under 1800-talets sista årtionden – började en ny typ av skribenter sätta spår i svensk litteratur. Många nya författare, politiker och andra offentliga personer hade stort inflytande på det nationalspråk som utvecklades. De som vill ha ett årtal brukar sätta 1879, året för Röda rummet och genombrottet för August Strindberg (1849–1912), en av de mest inflytelserika författarna.
En stavningsreform, påbjuden av ecklesiastikminister Fridtjuv Berg 1906, satte en gräns för det som sedan kallades gammalstavning: haf blev hav, rödt blev rött och så vidare. Den inte så urgamla skrivregeln, som skilde mellan particip- och supinumformer: huset är måladt, jag har målat, var det nog få som saknade, men avvecklingen av hv-stavningen i till exempel frågeord som hvem, hvar, har beklagats av fler, då den innebar att svenskan fjärmade sig från norskan och danskan.
Det var under 1900-talet som ett gemensamt, standardiserat riksspråk blev tillgängligt för den stora majoriteten av svenskar. Stavningen var slutligen standardiserad och nästan helt enhetlig sedan stavningsreformen 1906. Med undantag för pluralformer av verb (som "vi komma" mot det moderna "vi kommer") och smärre skillnader i ordföljd, särskilt i skriftspråket (till exempel inversionen "Och beslutade styrelsen att..."), var språket i princip identiskt med dagens svenska. Pluralformerna kvarstod än, men blev allt mindre populära och avskaffades slutligen 1950 när de sista officiella rekommendationerna om deras användning togs bort.
Den största förändringen som skett är en allmän stilförskjutning av den formella svenskan mot det mer lättlästa och talspråkliga. De tydligaste exemplen är förkortningen av ett litet antal vanliga verb: Tager skrivs tar, ikläda sig skrivs klä sig i. Skall verkar vara på tillbakagång, men ännu stavar många det hellre så än ska. Under 1970- och 80-talen verkade former som sen för sedan, nån för någon, dom för de/dem och dej för dig vara på frammarsch, men den utvecklingen tycks ha hejdats. Men konjunktioner som ehuru, därest och ity har fått vika för talspråkligare synonymer: fast, om och därför. Sedan 1970-talet har utvecklingen mot – och utbildning för – begriplig brukssvenska i myndigheters språkbruk varit en av den svenska språkvårdens viktigaste kamper.
En viktig språksocial förändring skedde från slutet av 1960-talet med den så kallade du-reformen. Tidigare hade det ansetts vara lämpligast att tilltala personer av samma eller högre social status med titel och efternamn. Användningen av "herr", "fru" och "fröken" var mestadels begränsat till inledande konversation med personer vars yrke, akademisk titel eller militär rang talaren inte kände till. Att den tilltalade helst skulle tilltalas i tredje person komplicerade frågan ytterligare. I försök att kringgå problemet uppstod omskrivningar som "vad får det lov att vara?" eller "tas det socker i kaffet?" Runt sekelskiftet 1900 försökte många ersätta det komplicerade systemet med titlar med "Ni", liknande det som används i franska och tyska. "Ni" kom dock snarare att användas som en något mindre arrogant variant av "du" (eller tredje person: "Kan hon ge mig ett kvitto?") för att tilltala personer av lägre social status. I och med liberaliseringen och radikaliseringen av det svenska samhället under andra hälften av 1900-talet blev dessa klasskillnader mindre relevanta och "du" blev det brukliga tilltalet även i de flesta formella och officiella sammanhang. Det man talar om som "det nya niandet" vid kassor och vissa serviceyrken är en marginell företeelse.

## Ljudlära
Svenska har 17 eller 18 vokaler (kort /e/ och /ɛ/ sammanfaller i de flesta dialekter). Det finns sammanlagt 18 konsonantfonem av vilka /r/ och särskilt /ɧ/ har ett stort antal varianter, oftast beroende på dialekt, men även på kön, ålder, social ställning och sociala sammanhang.
Svenskans ordmelodi, prosodi, är ett utmärkande drag som även tillhör de tydligaste skillnaderna mellan olika dialekter. Personer som flyttar från ett dialektområde till ett annat anpassar ofta talet till att stämma väl överens med ljuden i den nya dialekten medan hemmadialektens prosodi ofta blir kvar.

### Vokaler

Vokalfonem i det mellansvenska standardspråket, efter Engstrand (1999).

Svenskans vokaler kontrasterar i viss mån vad gäller kvalitet, men egentligen mest som en biprodukt av kontrasterande kvantitet (vokallängd) och de främre vokalerna har rundade/orundade par. Obetonat /ɛ/  uttalas som [ə] (eller schwa) i de flesta dialekter och en sänkning av vokaler före /r/ är nästan universellt förekommande. Många dialekter har även diftonger där särskilt gotländska och skånska märks tydligt.

### Konsonanter
| Från Engstrand (2004), s. 167 | bilabial | bilabial | labiodental | labiodental | dental | dental | dental | alveolar | palatal | palatal | velar | velar | glottal |
| klusiler                      | p        | b        |             |             | t      | d      |        |          |         |         | k     | ɡ     |         |
| approximanter                 |          | b        |             | v           |        | d      | l      | r        |         | j       |       | ɡ     | h       |
| frikativor                    |          |          | f           | v           | s      | s      | s      | r        | ɕ       | j       | ɧ     | ɧ     |         |
| tremulanter                   |          |          |             |             |        |        |        | r        |         |         |       |       |         |
| nasaler                       | m        | m        |             |             | n      | n      | n      |          |         |         | ŋ     | ŋ     |         |

Det unika svenska fonemet /ɧ/ (sje-ljudet eller en tonlös palatal och velar frikativa) och dess påstått dubbla artikulationsställen är ett svårt och komplicerat ämne som fortfarande är något omstritt bland fonetiker. Även om de akustiska elementen i de olika varianterna av /ɧ/ är relativt lika skiljer sig uttalen markant beroende på dialekt, social status, ålder, kön och social kontext, och är notoriskt svåra att beskriva och transkribera.
Det vanligaste uttalet är [ɧ]-liknande ljud med undantag för [ʂ] i Värmland och i Norrland och [ʃ] i finlandssvenskan. Även uvulara uttal, [χ], används i många varianter påverkade av invandrarspråk som arabiska, kurdiska och persiska.
Uttalet av /r/ varierar också i hög grad. I mellansvenska dialekter kan det uttalas som en av frikativorna [ʐ] och [ʂ] och mycket ofta som approximanten [ɹ]. Även tappar som [ɾ] är vanliga. I södra Sverige används "skorrande" /r/-uttal (tungrots-r) som [ʀ] och [ʁ]. I småländska förekommer en blandning av skorrande r och tungspets-r, beroende på ställningen i ordet; exempelvis uttalas i ordet röra det första r:et som tungspets-r, och det andra r:et skorrande, medan det i västgötskan är tvärtom: det första skorrande och det i mitten med tungspetsen. Till skillnad från i dialekter i Mellansverige, Norrland och Finland assimileras inte heller /r/ med supradentala konsonanter i de södra dialekterna. /kɑrta/ uttalas alltså således [kaɑʁta].

### Prosodi

#### Ordprosodi
Svenskans ordmelodi kan variera avsevärt mellan olika dialekter, inklusive de olika regionala varianterna av rikssvenska. Som i de flesta europeiska språk kan betoning användas för att sätta fokus på enskilda ord i en mening. Prosodin kan också i viss mån användas för att uttrycka frågor. Exempel på ord som skiljs åt endast genom användning av tryckaccent är: 
- formel ['fɔrmɛl]
- formell [fɔr'mɛl]

De flesta dialekter skiljer också mellan två olika så kallade tonala ordaccenter. Dessa benämns ofta akut respektive grav accent, men även accent 1 respektive accent 2, och kan ofta vara relativt svåra att uppfatta för icke-svenskar. I dialekter som finlandssvenska,  överkalixmål och vissa varianter av dalmål är skillnaden frånvarande eller kan enbart analyseras med mycket detaljerad fonetisk analys.
Några hundra par tvåstaviga ord skiljs enbart genom användningen av antingen akut (accent 1) eller grav accent (accent 2). Dessa är dock lexikalt förutsägbara och har för det mesta att göra med om ordets rot har en eller två stavelser. Enstaviga ordrötter använder för det mesta accent 1 medan tvåstaviga ord använder accent 2. Det vanligaste exemplet på detta är skillnaden mellan orden "ande" och "and" i bestämd form:
- and-en ['ándən]
- ande-n ['àndən]

Presensböjda verb med -ar har i de flesta varianter av svenska accent 2 (grav): hoppar, räknar, talar. De med -er har oftast accent 1 (akut): åker, springer.

#### Fras- och satsprosodi
Frasbetoning i svenska sker, åtminstone för modersmålstalare, vanligen omedvetet. Det handlar då till stor del om betoning av betydelsebärande ord i slutet på en fras, till exempel: ”Nu skulle det vara gott med en liten kopp kaffe”, där alltså ”kaffe” betonas. Också lexikaliserade fraser har betoningen i slutet av frasen, som i uttrycket ”sitta fint”, jämför ”Nu skulle det sitta fint med en liten kopp kaffe”. Även partikelverb har vanligen betoningen på partikeln som kommer sist, som i ”komma på”, t.ex. ”Nu kom jag på att det skulle sitta fint med en liten kopp kaffe.” 
Satsbetoning förekommer i svenska i likhet med många andra språk. Satsbetoning är betoning av den för sammanhanget viktigaste informationen, alltså som frasbetoning, med skillnaden att satsbetoning mer medvetet styrs av talaren. Det behöver då inte heller vara den sista delen i satsen som framhävs genom betoningen: "Nu skulle det vara gott med en liten kopp kaffe". Satsbetoning kan också förstärkas av kontrastiv betoning och emfatisk betoning, vilket sker mer medvetet, men fortfarande i enlighet med att betona den för sammanhanget mest betydelsebärande delen av satsen. 
Satsintonation, det vill säga ändring av tonhöjd vid yttrande av satsen, signalerar vilken typ av yttrande det rör sig om. På svenska används normalt en lätt fallande tonhöjd för vardagligt konstaterande eller beskrivande yttranden ("En liten kopp kaffe skulle vara gott"), medan en jämn tonhöjd kan ange att yttrandet kommer att få en fortsättning ("En liten kopp kaffe skulle vara gott - men inte just nu"). En stigande tonhöjd signalerar en fråga som kan besvaras med ja eller nej: "En kopp kaffe?".

### Fonotax
Som i många andra germanska språk tenderar stavelser i svenskan att vara slutna (sluta med en konsonant) och en relativt stor mängd konsonantanhopningar är möjliga både i final och initial ställning. Även om dessa inte är lika varierade som i vissa slaviska språk så finns exempel på upp till 8 konsonanter när vissa utländska ord kombineras med svenska böjningsregler, och anhopningarna kan vara ännu större om man beaktar svenskans tendens att bilda långa sammansatta ord. Svenskans stavelsestruktur kan beskrivas med följande formel:
(K)(K)(K)V(K)(K)(K)
Detta betyder att ett enstavigt svenskt morfem kan ha upp till tre konsonanter före och efter stavelsekärnan (som alltid är en vokal). Alla konsonanter utom /ŋ/ kan förekomma i början av morfem och det finns sammanlagt 6 möjliga initiala trekonsonantskombinationer, som samtliga börjar med /s/, och sammanlagt 31 olika tvåkonsonantskombinationer. Alla konsonanter utom /h/ förekommer i final ställning och antalet finala kombinationer är sammanlagt 62. I vissa fall kan detta leda till väldigt svåruttalade ord som "västkustskt", bestående av "västkust" med adjektivsuffixet "-sk-" och neutrumsuffixet "-t" och det mestadels teoretiska exemplet "Herbstskts" bestående av det tyska efternamnet "Herbst" med samma suffix som i det föregående exemplet men med ytterligare ett "-s" för att markera genitiv.
Samtliga vokalfonem, korta som långa, förekommer i betonade stavelser. Obetonade stavelser kan endast vara korta och kort /e/ samt /ɛ/ sammanfaller därför. I stavelser som föregår en betonad stavelse är samtliga vokaler utom /u/ och /o/ differentierade. Obetonade stavelser efter en betonad stavelse får successivt färre alternativ och i den tredje obetonade efter betoningen förekommer endast [a] [ɛ] och [ə].

## Grammatik
Svenska substantiv och adjektiv böjs i två kasus (nominativ och genitiv) och två numerus (singular och plural). Pronomen har även speciella objektsformer. Svenska substantiv kan tillhöra ett av två genus, neutrum eller utrum (äldre benämningar reale och realgenus), som också styr adjektivens böjning. För att ta ett exempel är ordet "fisk" utrum och kan ha följande former:
|               | singular     | singular      | plural       | plural    |
| obestämd form | bestämd form | obestämd form | bestämd form |           |
| nominativ     | fisk         | fisken        | fiskar       | fiskarna  |
| genitiv       | fisks        | fiskens       | fiskars      | fiskarnas |

Som i andra germanska språk finns det förförställd bestämd den/det och obestämd en/ett artikel, som i engelskans the och a/an eller tyskans der/die/das och ein/eine/ein, men bestämdhet markeras i svenskan främst genom tillägg av ett suffix, en efterställd artikel som bestäms av substantivets genus ("-en/et"). De fristående artiklarna tillämpas för att göra emellanåt rätt komplexa och subtila betydelseskillnader i bestämdhet. Till exempel finns en smärre men fullt urskiljbar skillnad mellan fraserna "hon har bil" och "hon har en bil" eller "han har katt" respektive "han har en katt". Artiklar kan ofta användas som demonstrativa pronomen tillsammans med adverb, som "den här" och "den där". Pronomen böjs förutom i nominativ och genitiv i en objektsform som härstammar från den gamla dativböjningen. "Hon" har följande tre former:
hon – hennes – henne
Verb böjs enligt tempus och i viss mån modus. Även om imperativformen i många fall har sammanfallit med grundformen har många verb fortfarande separata imperativböjningar. Långt in i modern tid fanns en tydlig åtskillnad mellan indikativ och konjunktiv. Konjunktiv finns idag nästan enbart i fasta fraser och idiom, frånsett imperfekt konjunktiv av verbet vara, vore, som fortfarande kan anses som levande. Particip i perfekt och presens är mycket vanligt och används ofta som nästan rena adjektiv:
Perfekt particip: "en stekt fisk"
Presens particip: "en stinkande fisk"
Till skillnad från i engelskan och många andra europeiska språk används inte perfekt particip för att uttrycka nutid eller dåtid. Istället används hjälpverbet "ha" med verbet böjt i supinum, som används enbart i detta syfte (även om det i vissa fall är identiskt med just perfekt particip).
Det svenskan saknar i fråga om kasusböjning kompenseras av ett stort antal olika prepositioner som "i", "på" och "efter". Dessa styrde en gång i tiden vissa kasus, som i modern tyska, men idag återfinns detta enbart i fasta uttryck som "till sjöss" (genitiv) eller "man ur huse" (dativ singular), som dock är rätt vanligt förekommande.
Som germanskt språk delar svenskan syntaktiska drag med såväl engelska som andra germanska språk på kontinenten. Ordföljden är subjekt–verb–objekt, och precis som i tyska används V2-regeln i huvudsatser, det vill säga att verbsatser sätts efter adverbial och bisatser. Prepositionsuttryck placeras i ordningen rum-sätt-tid, som i engelskan, och adjektiv står alltid före det ord de bestämmer.

## Ordförråd
Svenskans ordförråd är mestadels av germanskt ursprung, antingen genom nedärvda urgermanska ord eller genom tyska (främst lågtyska) och i viss mån engelska lån. Exempel på ord av germanskt ursprung är "hus", "kung" och "gås". Det mesta av det religiösa och vetenskapliga ordförrådet är av latinskt eller grekiskt ursprung, ofta lånat via franska och, mera nyligen, genom engelska. Vissa sammansättningar är översättningslån som "bomull" från tyskans "Baumwolle" (bokstavligt översatt: "trädull"). Finlandssvenskan har ofta egna termer som står närmare motsvarande finska ord, i synnerhet ord inom lagstiftning och administration. Ett avsevärt antal franska ord inlånades under 1700-talet. Dessa blev senare transkriberade för att bättre återspegla det svenska uttalet, såsom "paraply" (fr. parapluie), "nivå" (fr. niveau) och "ateljé" (fr. atelier).
Nya ord kan lätt bildas genom sammansättning som i många andra germanska språk. Som i både tyska och nederländska kan dessa ofta bli mycket långa och exemplen på fullt korrekta, men föga praktiska sammansättningar är många. En mycket produktiv metod för att bilda nya ord är också genom att lägga till ändelsen "-a" till ett ord och därmed bilda ett nytt verb som i "bila" eller "pakta". Det motsatta är också möjligt som till exempel det relativt nytillkomna ordet "tänk", som en synonym till "tankesätt".
Svenska ord har i viss mån också lånats till andra språk, Wikipedia har en lista över svenska ord i andra språk. Särskilt finskan har fått många lånord från svenskan genom den geografiska och historiskt politiska närheten, där även dialektala ord från finlandssvenskan har givit upphov till ord i finskan (till exempel har det finlandssvenska ordet halare för overall givit finskans ord haalari för samma sak).

## Skriftsystem

Bokstaven å infördes för första gången i svenskan under 1500-talet. Den har senare lånats in till bland annat norska och danska.

Det svenska alfabetet omfattar 29 bokstäver och utgör en variant av det latinska alfabetet. De första 26 bokstäverna är gemensamma med det latinska alfabetet, och därefter har vokalerna Å, Ä och Ö placerats. Dessa bokstäver skapades på 1500-talet som utvecklingar av att skriva bokstavsparen ao, ae och oe ovanpå varandra. Alla dessa tecken räknas som svenska bokstäver, snarare än som bokstäver med diakritiska tecken ovanför, som i t.ex. tyska alfabetet. Fram till den 13:e upplagan av Svenska Akademiens Ordlista, som kom ut 2006, betraktades w som en variant av v, och den förekommer, liksom q och z, främst i namn och lånord.
Diakritiska tecken som sådana är ovanliga i svenskan; é används i vissa ord för att indikera betoning av den sista stavelsen som innehåller ett e. Det gäller särskilt när betoningen ändrar begreppets betydelse, (såsom ide jämfört med idé). I förekommande fall kan även akut accent och grav accent hittas i namn och utländska ord. Bokstaven à används för att beteckna enhetskostnad, och är ett lån från franskan. Den tyska bokstaven ü behandlas som en variant av y och återges ibland i utländska namn. Dieresis används i vissa undantag, till exempel i namnet "Aïda".
I den svenska ortografin används kolon på samma sätt som i exempelvis engelskan, men med några undantag. Kolon används för att avdela enhetsdifferenser mellan siffror, som i 10:50 kronor samt för förkortningar såsom 3:e istället för tredje eller S:t/S:ta för Sankt/Sankta. På samma sätt behandlas alla typer av suffix som kan placeras efter siffror, bokstäver och förkortningar, som till exempel, första a:t och cd:n.